# Babnoum
Babnoum est le 34e pharaon de la XIVe dynastie. Son nom est attesté par le Canon royal de Turin (colonne 9, ligne 30). D'après cette source très endommagée, il succède à Âanati. Les noms de ses huit successeurs sont en lacune (pharaons 35 à 42). 

## Position chronologique
Selon Jürgen von Beckerath, il est le 14e roi de la XVIe dynastie et vassal des rois Hyksôs de la XVe dynastie. Cette opinion a été récemment rejetée par Kim Ryholt. Dans son étude de 1997 sur la Deuxième Période intermédiaire, Ryholt soutient que les rois de la XVIe dynastie régnaient sur un royaume thébain indépendant vers 1650-1580 avant notre ère. Par conséquent, Ryholt considère Babnoum, qui porte un nom sémitique, comme le 34e roi de la XIVe dynastie qui regroupe les rois d'origine cananéenne. En tant que tel, Babnoum aurait régné depuis Avaris sur l'est du delta du Nil en même temps que la XIIIe dynastie basée à Memphis. Cette analyse a convaincu certains égyptologues, comme Darrell Baker et Janine Bourriau,, mais pas d'autres, dont Stephen Quirke.

## Attestation
Babnoum n'est attesté que par un fragment isolé du canon de Turin, une liste de rois rédigée à l'époque ramesside et qui sert de source historique primaire pour les rois de la Deuxième Période intermédiaire. Le fait que le fragment sur lequel figure Babnoum ne soit pas attaché au reste du document a rendu sa position chronologique difficile à déterminer. Cependant, une analyse des fibres du papyrus a conduit Ryholt à placer le fragment sur la 9e colonne, ligne 28 du canon (entrée Gardiner 9.30).